# خوزه لوئیس گارسیا سانچس
خوزه لوئیس گارسیا سانچس (اسپانیایی: José Luis García Sánchez‎؛ زادهٔ ۲۲ سپتامبر ۱۹۴۱) بازیگر، کارگردان، و فیلم‌نامه‌نویس اهل اسپانیا است. 
فیلم او قزل‌آلا برنده خرس طلایی از جشنواره بین‌المللی فیلم برلین شده‌است.